# هور أم نعاج
هور أم نعاج وهو أحد الأهوار في العراق يقع في قضاء الكحلاء وله مدخلان بريان من خلال قضاء الكحلاء - ناحية بني هاشم –هور أم نعاج، ومدخل آخر هو الكحلاء – المعيل – قرية أبو خصاف – هور أم نعاج. يبلغ عرض الهور بحدود 25 كم وعمقه لغاية الحدود العراقية الإيرانية بحدود 30 كم، وكان من ضمن الأهوار المجففة جزئياً ثم عادت له المياه بصورة طبيعية بعد سقوط نظام صدام حسين لتغمر مساحة كبيرة منه إلا أنه لا زالت هنالك أراضٍ مجففة استغل منها للزراعة وكذلك سكنتها عدة تجمعات سكانية وهي غير ناجحة لكونها تقع في مناطق منخفضة من الهور وحالياً يتم تغذية هذا الهور وإنعاشه بالمياه من خلال منافذه من داخل العراق وهي نهر الكحلاء ونهر المشرح وكذلك من خارج العراق عبر الطيب والدويريج والكرخة ونيسان والخفاجية، كما أن المياه - في حالة زيادة المياه الداخلة له - فإنها تهدد الأراضي الزراعية محدثة ضيقاً للمجتمعات السكانية بسبب الكسرات المتكررة التي تحدث في السدود.